# Rasbora truncata
Rasbora truncata är en fiskart som beskrevs av Lumbantobing 2010. Rasbora truncata ingår i släktet Rasbora och familjen karpfiskar. Inga underarter finns listade i Catalogue of Life.